# Paulo Pereira
Paulo Pereira (Patrocínio, 8 de outubro de 1940) é um advogado, administrador de empresas, médico veterinário e político brasileiro do estado de Minas Gerais.

## Biografia
Filho de Ilídio Pereira e de Consuelo Correia Pereira, Paulo Pereira cursou medicina veterinária pela Universidade Federal de Minas Gerais (Belo Horizonte), colando grau em 1966.

Paulo Pereira fez também na UFMG o curso de Direito, concluindo-o em 1975. Bacharelou-se também no curso de administração de empresas pelo Centro Universitário UNA de Belo Horizonte em 1978. Fez também o curso da Associação dos Diplomados da Escola Superior de Guerra (ADESG), em Belo Horizonte (1976).

Paulo Pereira foi membro da Comissão de Agricultura e Pecuária da Associação Comercial de Minas Gerais no período de 1977 a 1979. Foi membro do Conselho Fiscal no período de 1979 a 1985 e do Conselho Deliberativo, de 1985 a 1987. Participou da Sociedade Mineira de Agricultura. Foi membro do Conselho de Administração da EMATER-MG no período de 1983 a 1986.

Foi também diretor-tesoureiro da Associação Brasileira dos Criadores do Cavalo Mangalarga Marchador no período de 1979 a 1982. Foi delegado, junto a Federação da Agricultura e Pecuária do Estado de Minas Gerais (FAEMG). Participou do Sindicato Rural de Patrocínio no período de 1984 a 1986. Foi Diretor-Tesoureiro (1983 a 1988) e Diretor-Presidente (1988 a 1991) da Associação Brasileira dos Criadores de Jumento Pêga.
Paulo Pereira trabalhou como funcionário do Banco de Crédito Real de Minas Gerais no período de 1962 a 1966. Esteve na chefia do Escritório Regional da Associação Brasileira dos Criadores de Zebu (ABCZ) em Belo Horizonte no período de 1967 a 1982. Foi Chefe de Gabinete da Secretaria de Agricultura, Pecuária e Abastecimento de Minas Gerais no período de 1983 a 1986. Além disso trabalha como produtor rural em Patrocínio.

Na vida política, Paulo Pereira esteve filiado ao PMDB no período de 1984 a 1989, partido pelo qual elegeu-se deputado estadual constituinte na 11ª legislatura da Assembleia de Minas Gerais, no período de 1987 a 1981

.
Ainda no mandato de deputado estadual, em 1989, Paulo Pereira mudou para o PL. Em 1990 disputou o cargo de deputado federal, ficando como suplente. Em virtude do licenciamento do deputado José Ulisses de Oliveira, Paulo Pereira assumiu a cadeira na Câmara por menos de um mês, do dia 3 de janeiro de 1995 até o fim da legislatura, que se deu em 31 de janeiro de 1995.

## Condecorações
- Medalha do Mérito Legislativo - Assembleia Legislativa do Estado de Minas Gerais (1984)[1];
- Diploma de Homenagem Especial por Relevantes Serviços Prestados a Extensão Rural - EMATER (1985)[1];
- Medalha Santos Dumont - Ministério da Aeronáutica (1989)[1];
- Diploma de Mérito Constituinte - Assembleia Legislativa do Estado de Minas Gerais (1989)[1];
- Medalha da Inconfidência - Governo do Estado de Minas Gerais (1990)[1].